# العلاقات الباربادوسية الروسية
العلاقات الباربادوسية الروسية هي العلاقات الثنائية التي تجمع بين باربادوس وروسيا.

## مقارنة بين البلدين
هذه مقارنة عامة ومرجعية للدولتين:
| وجه المقارنة                                              | باربادوس       | روسيا                                   |
| --------------------------------------------------------- | -------------- | --------------------------------------- |
| المساحة (كم2)                                             | 439            | 17.08 مليون                             |
| عدد السكان (نسمة)                                         | 285.72 ألف     | 146.80 مليون                            |
| الكثافة السكانية (ن./كم²)                                 | 65.08 ألف      | 8.59                                    |
| العاصمة                                                   | بريدج تاون     | موسكو                                   |
| اللغة الرسمية                                             | لغة إنجليزية   | اللغة الروسية                           |
| العملة                                                    | دولار بربادوسي | روبل روسي                               |
| الناتج المحلي الإجمالي (بليون دولار)                      | 4.80 مليار     | 1.58 تريليون                            |
| الناتج المحلي الإجمالي (تعادل القوة الشرائية) بليون دولار | 4.66 مليار     | 3.69 تريليون                            |
| الناتج المحلي الإجمالي الاسمي للفرد دولار أمريكي          | 15.43 ألف      | 9.09 ألف                                |
| الناتج المحلي الإجمالي للفرد دولار أمريكي                 | 16.06 ألف      |                                         |
| مؤشر التنمية البشرية                                      | 0.795          | 0.798                                   |
| رمز المكالمات الدولي                                      | +1246          | +7                                      |
| رمز الإنترنت                                              | .bb            | .ru، .рф، .рус ‏، .su                    |
| المنطقة الزمنية                                           | 00             | Magadan Time ‏، ت ع م+02:00، ت ع م+12:00 |

## منظمات دولية مشتركة
يشترك البلدان في عضوية مجموعة من المنظمات الدولية، منها:
| علم المنظمة | اسم المنظمة                        | تاريخ انضمام باربادوس | تاريخ انضمام روسيا |
| ----------- | ---------------------------------- | --------------------- | ------------------ |
|             | مؤسسة التنمية الدولية              | 29 سبتمبر 1999        | 16 يونيو 1992      |
|             | يونسكو                             | 24 أكتوبر 1968        | 21 أبريل 1954      |
|             | مؤسسة التمويل الدولية              | 25 يونيو 1980         | 12 أبريل 1993      |
|             | منظمة حظر الأسلحة الكيميائية       | ?                     | ?                  |
|             | الأمم المتحدة                      | 9 ديسمبر 1966         | 24 أكتوبر 1945     |
|             | الاتحاد الدولي للاتصالات           | 16 أغسطس 1967         | 1866               |
|             | منظمة الشرطة الجنائية الدولية      | ?                     | 27 سبتمبر 1990     |
|             | البنك الدولي للإنشاء والتعمير      | 12 سبتمبر 1974        | 16 يونيو 1992      |
|             | الاتحاد البريدي العالمي            | ?                     | ?                  |
|             | وكالة ضمان الاستثمار متعدد الأطراف | 12 أبريل 1988         | 29 ديسمبر 1992     |
|             | منظمة التجارة العالمية             | ?                     | 22 أغسطس 2012      |

## وصلات خارجية
- موقع وزارة الخارجية الباربادوسية
- موقع وزارة الخارجية الروسية